# Крозон
Крозо́н (фр. Crozon) — коммуна на северо-западе Франции, находится в регионе Бретань, департамент Финистер, округ Шатолен, центр кантона Крозон. Расположена на полуострове Крозон на побережье Атлантического океана, в 58 км к югу от Бреста, в 28 км от национальной автомагистрали N165.
Население (2019) — 7 386 человек.

## Достопримечательности
- Приходская церковь Святого Петра конца XIX века
- Часовня Сен-Фьякр. Исторический памятник с 1932 года[1]
- Вилла Кер-ар-Брюк (1889 год). Исторический памятник с 2004 года[2]
- Ряд мегалитов Ty-ar-C’huré. Исторический памятник с 1862 года[3]
- Печи для обжига извести (XIX век). Исторический памятник с 1988 года[4]
- Музей старинных ремёсел
- Музей «сельская школа»

## Экономика
Структура занятости населения:
- сельское хозяйство — 0,9 %
- промышленность — 8,1 %
- строительство — 3,2 %
- торговля, транспорт и сфера услуг — 36,3 %
- государственные и муниципальные службы — 51,4 %

Уровень безработицы (2018) — 13,0 % (Франция в целом —  13,4 %, департамент Финистер — 12,1 %). 

Среднегодовой доход на 1 человека, евро (2018) — 22 330 (Франция в целом — 21 730, департамент Финистер — 21 970).
В 2007 году среди 4600 человек в трудоспособном возрасте (15-64 лет) 3143 были экономически активными, 1457 — неактивными (показатель активности — 68,3 %, в 1999 году было 62,9 %). Из 3143 активных работали 2846 человек (1651 мужчина и 1195 женщин), безработных было 297 (125 мужчин и 172 женщины). Среди 1457 неактивных 286 человек были учениками или студентами, 649 — пенсионерами, 522 были неактивными по другим причинам.

## Демография
Динамика численности населения, чел.

## Администрация
Пост мэра Крозона с 2020 года занимает член партии «Вперёд, Республика!»  Патрик Бертело (Patrick Berthelot). На муниципальных выборах 2020 года возглавляемый им центристский список победил во 2-м туре, получив 35,33 % голосов (из четырёх списков).
| Период | Период | Фамилия        | Партия                             | Примечания                                                    |
| ------ | ------ | -------------- | ---------------------------------- | ------------------------------------------------------------- |
| 1977   | 1983   | Клод Ивна      | Социалистическая партия            | учитель, директор школы                                       |
| 1983   | 1989   | Жан-Жак Фабьен | Объединение в поддержку республики | торговый представитель, член Генерального совета департамента |
| 1989   | 2008   | Жан Корнек     | Разные левые                       | директор школы                                                |
| 2008   | 2020   | Даниэль Муазан | Разные правые                      | бригадный генерал в отставке                                  |
| 2020   |        | Патрик Бертело | Вперёд, Республика!                | страховой инспектор                                           |

## Города-побратимы
- Слайго, Ирландия
- Пралоньян-ла-Вануаз, Франция

## Культура
Как и во многих других французских городах, в Крозоне в разное время года проводится множество праздников и фестивалей, из которых самым известным является фестиваль живой музыки Du Bout du Monde («Фестиваль конца света»), проводимый в первые выходные августа.

## Прочее
В гавани на полуострове Лонг (фр. Île Longue) расположена база французских стратегических атомных подводных лодок.

## Знаменитые уроженцы
- Луи Жуве (1887—1951), актёр театра и кино

## Галерея
- Часовня Сен-Фьякр
- Вилла Кер-ар-Брюк
- Печь для обжига извести